# Craghead
Craghead – wieś w Anglii, w hrabstwie Durham. Leży 11 km na północny zachód od miasta Durham i 385 km na północ od Londynu.